# Aborted
Aborted é uma banda belga de goregrind formada em 1995 pelo vocalista Sven de Caluwé.

## Membros

### Formação atual
- Sven "Svencho" de Caluwé – vocal (1995–presente)
- Danny Tunker – guitarra (2012–presente) (God Dethroned, Spawn of Possession)
- Mendel bij de Leij – guitarra (2012–presente)
- J.B. Van Der Wal – baixo (2009–2011, 2012–presente)
- Ken Bedene – bateria (2009–presente)

### Artistas convidados
- Étienne Gallo – bateria (ao vivo) (2006)
- Dave Haley – bateria (em estúdio) para Slaughter & Apparatus: A Methodical Overture (2006)
- Matan Shmuely –  bateria (ao vivo) em Israel (2006)
- Ariën van Wesenbeek –  bateria (ao vivo) (2007)
- Joshua Neale –  baixo (ao vivo) (2012)
- Dirk Verbeuren – bateria, percussão (2003–2004, 2009–2011)

### Ex-integrantes
- Niek Verstraete – guitarra (1997–2002)
- Christophe Herreman – guitarra (1998–2000)
- Thijs De Cloedt – guitarra (2000–2006)
- Bart Vergaert – guitarra (2002–2005)
- Stephane Soutreyard – guitarra (2005–2006)
- Matty Dupont – guitarra (2006)
- Sebastien "Seb Purulator" Tuvi – guitarra, backing vocals (2006–2009)
- Peter Goemaere – guitarra (2007–2009), bass (2006–2007)
- Koen Verstraete – baixo (1997–2002)
- Frederik Vanmassenhove – baixo (2002–2006)
- Olivia Scemama – baixo (2006)
- Sven "Svenchi" Janssens – baixo (2007–2009)
- Steven Logie – bateria (1997–1998)
- Frank Rousseau – bateria (1998–2003)
- Gilles Delecroix – bateria (2004–2006)
- Dan Wilding – bateria (2007–2009)
- Ken Sorceron – guitarra (2009–2011)
- Cole Martinez – baixo (2009–2011)
- Eran Segal – guitarra (2009–2012)
- Mike Wilson – guitarra (2011–2012)

## Discografia

### Álbuns de estúdio
- The Purity of Perversion (1999)
- Engineering the Dead (2001)
- Goremageddon - The Saw and the Carnage Done (2003)
- The Archaic Abattoir (2005)
- The Slaughter & Apparatus: A Methodical Overture (2007)
- Strychnine.213 (2008)
- Global Flatline (2012)
- The Necrotic Manifesto (2014)
- Retrogore (2016)

### Álbuns demo
- The Necrotorous Chronicles (1998)
- The Splat Pack (1998)

### EP
- The Haematobic EP (2004)
- Termination Redux (EP) (2016)

### Outros
- Aborted/Christ Denied (2000)
- Created to Kill (2002)
- Deceased in the East/Extirpated Live Emanations (2003)

## Videografia

### DVD
- The Auricular Chronicles (2006)